# 민족지
민족지(民族誌學, ethnography) 또는 민속지(民俗誌學), 문화기술지(文化記述誌)는 인간 사회와 문화의 다양한 현상을 정성적, 정량적 조사기법을 사용한 현장 조사를 통해 기술하여 연구하는 학문의 분야이다. 문화기술지는 어떤 시스템이 가지고 있는 각 부분을 정확히 이해하는 것을 통해 전체 시스템의 총체적 연구 성과를 거둘 수 있다는 생각에 기반을 두고 있다. 공식적, 역사적으로 과거 여행을 통한 여행기이나 제국주의 시대의 식민지의 공식 보고서에 그 시작을 두고 있다. 문화기술지는 특히 구조주의와 상대주의 입장에서 연구하는 학문적 전통을 지니고 있으며 다양한 관심을 가진 다른 분야의 유용한 1차적 연구 방법(Primary research) 으로서 활용되고 있다.

## 용어
문화기술지를 뜻하는 영어 'Ethnography(에스노그라피)'의 어원은 그리스어 'ἔθνος(ethnos, 사람들)'와 'γράφειν(graphein, 기록)'이다. 일본 및 중국에서는 '民族誌(민족지)'라고 쓰인다. 한국에서는 종족지학, 민족기술지, 민속기술지, 문화기술지, 기술민족학 등으로 학문 분야에 따라 다양하게 불리고 있다.
Ethnography는 특히 한국, 중국, 일본에서 한자로 번역할 때 그 용어가 분야별로 쓰임새가 달라 논란이 되고 있다. 이것은 최근 Ethnography에서 연구되는 대상으로 미루어 볼 때 과거에는 민족, 종족 중심이었던 것이 문화, 하위문화, 사회, 단체, 집단, 가족 등 상대적으로 작은 규모로 관심의 영역이 확장되고 있기 때문이다. 특히 마케팅, 디자인 리서치 등 Ethnography를 활용하는 관련 분야에서는 각기 연구의 대상의 규모나 성격이 다양하며 민족이나 종족에만 국한되지 않는다. 또한 기술(記述)과 지(誌)는 같은 뜻이므로 용어를 반복하기에 부적절하고 민속지, 민속기술지는 다른 말로 민속지학이라고도 불러 민속학(Folklore)과의 혼동을 초래하는 문제도 있다.

## 학문 분야와의 관계

### 사회, 문화인류학
사회인류학, 문화인류학, 인지인류학은 문화기술지를 바탕으로 발전하였으며 대부분의 학문적 성과는 이 방법을 통해 기술되었다. 오늘날의 사회 문화 인류학자들은 실제로 현장에서 문화기술연구를 수행하는 것에 대해 높이 평가하며 연구의 핵심적인 요소로 삼고 있다.
클리포드 기어츠나 제비어 안드레이드 같은 문화 인류학자들은 현장연구를 통해 여러 가지 문화적 다양성에 대해 문화기술연구법을 통해 인류학적 연구를 수행하였으며 이 연구를 통해 어떤 특정한 문화, 사회와 집단에 대한 정보를 분석하였다. 현장연구는 보통 수년 넘게 걸리는 오랜기간 동안 연구 대상의 문화에 접하는 연구기간이 소요되었으며 실제 연구대상의 사람들과 살며 그들의 삶에 대해 배우는 기회가 필요하다. 연구자들은 참여적인 관찰자로서 일어나는 사건에 참여함으로써 문화적 행동과 사고방식을 이해하도록 노력한다.

### 디자인 리서치
문화기술지는 1980년대 후반부터 디자인학계에서 자주 거론되고 디자인 리서치의 방법으로의 활용이 논의되기 시작했다. 문화기술지는 사람들의 행동, 믿음등의 선호 사항들에 관한 보다 밀접한 접근을 시도하고 깊고 자세한 관찰을 자연적인 상황에서 그들과 소통하면서 얻은 결과를 연구하는 방법이기 때문에 디자인 리서치를 위한 유용한 방법의 하나로 여겨지고 있다. 그러나 인류학에서처럼 장기간의 조사는 대부분의 경우 불가능하며 상대적으로 단기간의 현장조사를 통해 디자인하기 위한 지식을 얻기 위해 유용하게 쓰인다. 마케팅 조사의 일환으로 쓰이기도 한다.

## 같이 보기
- 종족 연구
- 페르소나 (방법론)
- 중점 집단 인터뷰
- 사진 일기
- 질적 연구

## 참고자료
- Application of Anthropological Approach in Marketing Fields, 이용숙, 한국마케팅학회 2010년 1월